# وزارة الحج والعمرة
وزارة الحج والعمرة هي وزارة سعودية وإحدى الجهات الحكومية التي تضطلع بدور حيوي في تنفيذ سياسة الدولة فيما يتعلق بالرحلات الإيمانية للمسلمين الذين يفدون إلى بلاد الحرمين الشريفين من مختلف أنحاء العالم بغرض الحج أو العمرة أو الزيارة، تعمل وزارة الحج والعمرة في أداء مهامها بالتنسيق مع الجهات الحكومية والأهلية لتيسير إجراءات أداء المناسك، وضبط وتقنين الخدمة من خلال تطوير الأنظمة وتوظيف التقنية ورفع كفاءة العاملين في خدمة ضيوف الرحمن، وإكمال البنى التحتية بهدف توفير ضيافة دينية بمعايير عالمية. وتعمل الوزارة على تسهيل إجراءات وصول الحجاج والمعتمرين القادمين من جميع أنحاء العالم، بهدف الحج والعمرة والزيارة للمشاعر المقدسة، من خلال التنسيق مع الجهات الحكومية والقطاع الخاص ضمن منظومة خدمة ضيوف الرحمن، وتطوير البرامج والأنظمة التقنية، وتدريب العاملين وتأهيلهم لاستقبال الحجاج والمعتمرين، وتهيئة الأماكن التاريخية التي تتعلق بالسيرة النبوية، وإثراء تجربتهم الإيمانية.

## التاريخ

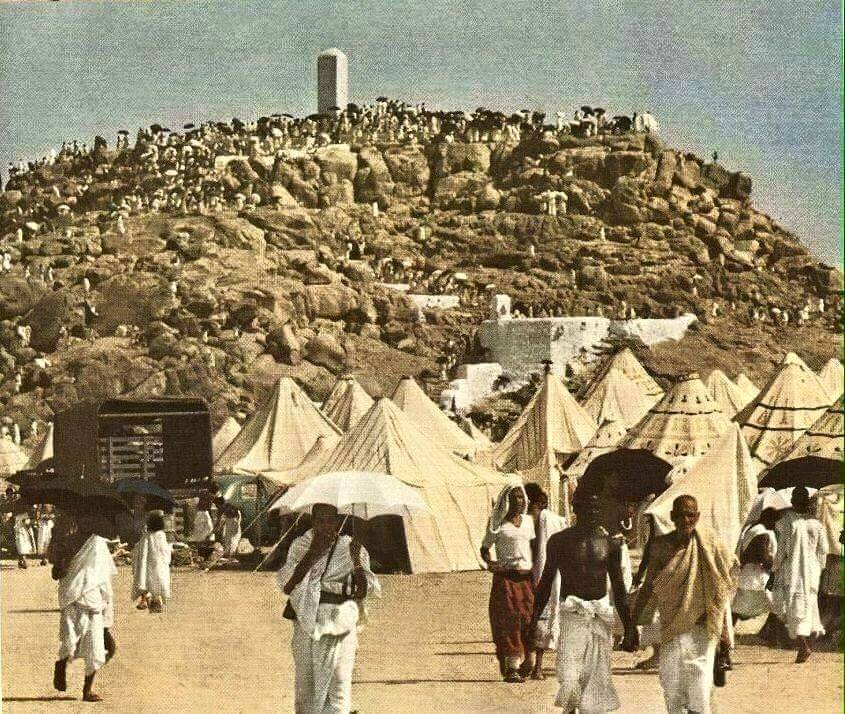
عرفة في العام 1965

### في العصر الحديث
في العصر الحديث يعود إنشاء وبدء عمل وزارة الحج والأوقاف الإسلامية إلى عام 1365 هجرية، وذلك عندما أصدر الملك عبد العزيز مرسومًا ملكيًا يقضي بإنشاء مديرية الحج والحرمين الشريفين وتعيين الشيخ محمد بن صالح آل الشيخ مديراً لها واستمر العمل لفترة حتى صدر مرسوم ملكي رقم ر/3/145 بتاريخ 3 / 2 / 1374 هـ على تغيير اسم مديرية الحج والحرمين الشريفين إلى اسم مديرية الحج والأوقاف الإسلامية وتعيين الشيخ حسين عرب رئيسًا لها ودخلت تطورات كبيرة بعد تغيير اسمها فكانت تهتم بالحرمين الشريفين والحج فأصبحت تهتم بالمساجد والحرمين الشريفين.
وبقيت الوزارة تتطور ونظرًا إلى أن أعداد الحجاج تزداد عامًا بعد عام، صدر مرسوم ملكي من الأمير فيصل بن عبد العزيز بتحويل مديرية الحج والأوقاف الإسلامية إلى وزارة الحج والأوقاف الإسلامية، وتعيين الأمير خالد بن عبد العزيز وزيرًا لها. وتطورت وزارة الحج والأوقاف الإسلامية بفترة توليه 20 عامًا حتى عام 1401 هجرية فأصبحت وزارة الحج والأوقاف الإسلامية توسع المسجد الحرام إذا احتاجت لذلك.
تمّ فصل الأوقاف عن وزارة الحج وألحقت الأوقاف بوزارة الشؤون الإسلامية والأوقاف والدعوة والإرشاد، فأصبح اسم الوزارة وزارة الحج.
حينما تولى الملك فهد بن عبدالعزيز الحكم كانت الخطوات الأولى لتنظيمات مؤسسات أرباب الطوائف (المطوفين - الوكلاء - الإدلاء - الزمازمة) قد بدأت لتبدأ معها خطوات متوالية من التطوير والانتقال من الخدمات الفردية إلى الخدمات الجماعية المنظمة فظهرت مؤسسات الطوافة الست فضلاً عن مؤسسة الإدلاء بالمدينة المنورة ومكتب الوكلاء الموحد بجدة ومكتب الزمازمة الموحد بمكة المكرمة.
وبظهور هذه المؤسسات تحول العمل في مجال الحجاج إلى الطابع التنظيمي الذي يعتمد على توفير الخدمة المباشرة للحاج على مدار الساعة وبأي موقع يوجد به مما أحدث نقلة نوعية كبرى في مجال خدمات الحجاج.
وفي عهد خادم الحرمين الشريفين الملك سلمان بن عبد العزيز أصدر عددًا من الأوامر الملكية تستهدف إعادة هيكلة عددٍ من الوزارات والأجهزة الحكومية وتعيين مسؤولين، وكان لوزارة الحج نصيب في ذلك حيث اشتملت الأوامر الملكية على تعديل اسم وزارة الحج لتكون وزارة الحج والعمرة.

## الهيكل التنظيمي الحديث للوزارة

### الرؤية
تنطلق وزارة الحج والعمرة في أعمالها من رؤيتها المتمثلة في (أن تكون رحلة الحج والعمرة والزيارة مقننة وسهلة وميسّرة في جو من السكينة والطمأنينة، لتبقى ذكرى مميزة ورائعة في ذاكرة الحاج والمعتمر والزائر وتحقق له الرضا، وتجعله سفيراً ينقل للعالم جهود المملكة في خدمة ضيوف الرحمن. وجعل رحلة ضيف الرحمن ذكرى لا تنسى.

### الرسالة
تعمل وزارة الحج والعمرة في أداء مهامها بالتنسيق مع الجهات الحكومية والأهلية لتيسير إجراءات أداء المناسك، وضبط وتقنين الخدمة من خلال تطوير الأنظمة وتوظيف التقنية ورفع كفاءة العاملين في خدمة ضيوف الرحمن، وإكمال البنى التحتية بهدف توفير ضيافة دينية بمعايير عالمية، واستضافة أكبر عدد من المسلمين لأداء شعيرتي الحج والعمرة من خلال العمل بشكل رئيسي وداعم أيضاً للشركاء، وبناء منظومة مستدامة لتقديم حلول رقمية حديثة.

### الأهداف
تسعى وزارة الحج والعمرة لتحقيق العديد من الأهداف، وتهيئة مرافق الخدمات كافة لخدمة ضيوف الرحمن، رعاية لهم واهتماماً بهم، ومن أبرز أهدافها:
- العمل على الارتقاء بالخدمات المقدمة للحجاج والمعتمرين.
- تطوير أعمال مهنة الطوافة، الوكالة والدلالة، وحج الداخل باستخدام أحدث وسائل التقنية.
- العمل على أن يكون الحج سهلاً وميسراً من خلال الجهود البشرية والتقنية المقدمة.
- الارتقاء بمهارات العاملين في الخدمة الميدانية لضمان خدمات متميزة للحجاج والمعتمرين، باعتماد برامج تدريبية متميزة وفاعلة.
- التنسيق مع كافة الجهات ذات الصلة لتيسير أداء الحجاج والمعتمرين والزوار لمناسكهم.
- العمل وفق قيم وتعاليم العقيدة الإسلامية السمحة لتقديم خدمات متميزة.
- توحيد الجهود لتحفيز المواطن ليسهم بدوره، ما وسعه ذلك، في خدمة ضيوف الرحمن سواء مكلفاً أو متطوعاً.

وتندرج تحت هذه المهام الرئيسة الكثير من العمليات المعقدة والمتشعبة، والتي تبدأ منذ لحظة تفكير الحاج أو المعتمر في أداء النسك، حتى عودته إلى وطنه، وتقوم الوزارة بتلك الواجبات العديدة عبر فريق مؤهل وعالي التدريب، ويكتسب مهارات وخبرات تراكمية يظهر انعكاسها الإيجابي عاماً بعد آخر؛ احترافية في الأعمال وجودة في الخدمات.
وتشرف الوزارة على آلاف الوكلاء الخارجيين لشركات العمرة، وشركات النقل، وآلاف الوحدات السكنية في مكة المكرمة والمدينة المنورة، ويجتمع وزيرها سنوياً مع نحو سبعين مسؤولاً من دول العالم المختلفة لمناقشة ترتيبات الحج، وهي المرجع الرئيسي لأكثر من مليار ونصف المليار مسلم يرغبون في أداء فريضة الحج والعمرة.

## المحاور والأهداف الاستراتيجية
- الاهتمام بالحجاج والمعتمرين بشكل أساسي، من خلال فهم احتياجاتهم وسلوكياتهم، وتصميم خدمات تثري تجربتهم، والإشراف على الخدمات المقدمة لهم، وحماية حقوقهم.
- التعاون والعمل مع الشركاء الحكوميين، ودعمهم من خلال توفير الموارد والمعلومات اللازمة للقيام بأدوارهم بفاعلية، وتقديرهم وتشجيعهم.
- الاهتمام بالقطاع الخاص والقطاع الثالث الغير ربحي، ودعمهم في المساهمة في تقديم الخدمات الاستفادة من قدرات التمويل والأصول والتطوع.
- إيصال الأثر محليا ودوليا، ومشاركة المعارف، والثقافات مع الدول الأجنبية والمنظمات الدولية.
- قيادة منظومة الحج والعمرة، وتنظيم القطاع من خلال الارشادات وتقييم الأثر والتخطيط والمتابعة.
- الاهتمام بقدرات الوزارة، وجودة العمليات الرئيسية والمساندة.[4]

## تطور المسمّيات
مرت وزارة الحج والعمرة بالعديد من مراحل التطور في المهام والأعمال المنوطة بها والتي واكبها تغيير مسماها، حيث بدأت كمديرية ثم إدارة ثم (وزارة الحج والأوقاف) ثم (وزارة الحج) ومؤخراً (وزارة الحج والعمرة)، وذلك يرجع إلى أنه منذ تأسيس الدولة السعودية الحديثة على يد الملك عبد العزيز بن عبد الرحمن آل سعود، زاد الاهتمام بضيوف الرحمن القادمين للحج أو العمرة، وسعت الحكومة إلى تهيئة كل ما يعينهم على أداء المناسك في أمن ويسر، فبدأ عهد جديد لخدمة الحجاج والمعتمرين باستحداث (المديرية العامة لشؤون الحج) بأمر من الملك عبد العزيز عام 1365هـ، وكلّف بها الشيخ صالح آل الشيخ.
وفي غرة صفر سنة 1372هـ، صدر أمر ملكي متضمناً المزيد من التنظيم والتطوير للمديرية العامة للحج، وجرى تعديل المسمى إلى (الإدارة العامة للحج) تحت إشراف وزير المالية، على أن ينتدب نائباً عنه للإشراف على إدارتها.
وفي عام 1381هـ تم إنشاء (وزارة الحج والأوقاف) لتكون الجهة المختصة بتنفيذ سياسة المملكة في مجال خدمة ضيوف الرحمن وإعداد الخطط ووضع الأنظمة واللوائح التنفيذية ومتابعة أعمال القطاعات الأهلية التي تشرف عليها ومراقبة أدائها، وتمت تسمية الشيخ حسين عرب أول وزير لها.
واستمرت الوزارة بالمسمى نفسه إلى عام 1414هـ، عندما تم فصل قطاع الأوقاف، لتصبح وزارة الحج، وأول من شغلها بعد هذا التعديل هو الدكتور محمود بن محمد سفر. أما في وقتنا الحالي فهي تسمى (وزارة الحج والعمرة) بناءً على الأمر الملكي الذي أصدره الملك سلمان بن عبد العزيز في شهر رجب من عام 1437هـ بتعديل مسماها من وزارة الحج، وعيّن وزيراً لها آنذاك الدكتور محمد صالح بن طاهر بنتن.

## وزراء الحج
بعد أن أصبح لشؤون الحج وزارة منذ عام 1381هـ، تعاقب على حمل أعباء هذه الحقيبة الوزارية ـ بمختلف مسمياتها ـ تسعة من أصحاب المعالي الذين بذل كل منهم جهده وبإشراف مباشر من قيادة المملكة العربية السعودية لتطوير الخدمات المقدمة لضيوف الرحمن، والتي بلغت قمتها في آخر موسم حج، وهم:
1. الشيخ حسين عرب (وزير الحج والأوقاف) 1381هـ.
2. الشيخ محمد عمر توفيق (وزير الحج والأوقاف بالإنابة) 1383هـ.
3. السيد حسن كتبي (وزير الحج والأوقاف) 1393هـ.
4. الشيخ عبد الوهاب عبد الواسع (وزير الحج والأوقاف) 1395هـ.
5. الدكتور محمود بن محمد سفر (وزير الحج) 1414هـ.
6. الأستاذ إياد بن أمين مدني (وزير الحج) 1420هـ.
7. الدكتور فؤاد بن عبد السلام الفارسي (وزير الحج) 1425هـ.
8. الدكتور بندر بن محمد حجار (وزير الحج) 1433هـ.
9. الدكتور محمد صالح بن طاهر بنتن، منذ رجب عام 1437هـ حتى 28 رجب 1442 هـ الموافق 12 مارس 2021م.
10. عصام بن سعد بن سعيد (مكلف)، منذ 28 رجب 1442هـ حتى 9 ربيع الأول 1443هـ
11. الدكتور توفيق بن فوزان الربيعة، منذ 10 ربيع الأول 1443هـ

## فروع ووكالات الوزارة

### فرع وزارة الحج والعمرة بمكة المكرمة
أكبر فروع الوزارة، ويقوم بخدمة الحجاج منذ وصولهم إلى مكة المكرمة وصعودهم إلى المشاعر المقدسة وحتى مغادرتهم لها، وتتمثل مهام الفرع في: المشاركة في اللجان الموسمية المكلفة بمهام محددة تتعلق بشؤون الحجاج والمعتمرين.

### وكالة الوزارة لشؤون الزيارة بالمدينة المنورة
تشرف على أعمال الحج وخدمة الحجاج والمعتمرين والزوار منذ قدومهم إلى المدينة المنورة وحتى مغادرتهم بالتنسيق مع جميع الأجهزة الحكومية ذات العلاقة، واستقبال مكاتب شؤون الحجاج من جميع دول العالم
وتتميز الوكالة بقيامها بأعمال الحجاج على موسمين، يمتد الأول منذ بدء وصول الحجاج في مطلع شهر شوال لزيارة المسجد النبوي الشريف، ويبدأ الثاني من أول أيام التشريق وحتى نهاية الموسم، حيث يتوجه بقية الحجاج لزيارة المدينة المنورة.

### وكالة الوزارة للتعاون الدولي
تهدف وكالة الوزارة للتعاون الدولي على توثيق العلاقات والروابط بين وزارة الحج والعمرة، والمنظمات والهيئات في دول العالم الإسلامي، وإبراز الدور الثقافي والحضاري الذي تتطلع به المملكة لخدمة الحجاج والمعتمرين والزوار، ويعمل على إدارة شؤونها الحسن بن يحيى المناخرة، وكيل الوزارة للتعاون الدولي.

### وكالة الوزارة للتخطيط والتحول الرقمي
تعمل الوكالة على عدة مسارات لدعم وتبني التحول الرقمي في الوزارة وذلك من خلال إدارتها المختلفة ورفع مستوى الخدمات الرقمية في الوزارة، وجودة الأداء والإنتاجية في جميع برامج وأنشطة الوزارة ومختلف الوحدات الإدارية.

### وكالة الوزارة لشؤون العمرة
الوكالة المعنية بالإشراف على الوحدات الإدارية المختصة بشؤون العمرة والمؤسسات التابعة لها ومراقبة أدائها وتنظيمها.

### وكالة الوزارة لشؤون الحج
تشرف وكالة الوزارة لشؤون الحج على الوحدات الإدارية المعنية بشؤون الحج والمؤسسات التابعة لها ومراقبة أدائها وتنظيمها، والوقوف على الاستعدادات الموسمية للحج كل عام.

### وكالة الوزارة للخدمات المشتركة
تعمل على تحقيق الأداء الأمثل ورفع مستوى الإنجاز من خلال توفير خدمات الدعم، وذلك عبر إداراتها التي تعمل على تحقيق الأهداف الاستراتيجية.

### فرع وزارة الحج والعمرة بجدة
يقوم بالإشراف على استقبال الحجاج والمعتمرين في مرحلة القدوم ومتابعة توجههم إلى مكة المكرمة أو المدينة المنورة ومتابعة مغادرتهم بعد انتهاء موسم الحج، ويشرف على أعمال المؤسسات الأهلية وشركات العمرة التي تتطلب المشاركة في خدمة الحجاج والمعتمرين، ومتابعة ومراقبة مكتب الوكلاء الموحد والنقابة العامة للسيارات.

## تحديث الوزارة ورقمنة الخدمات

### الوزارة ضمن رؤية المملكة 2030 م
تولي قيادة المملكة العربية السعودية تطوير قطاع الحج والعمرة وخدمة ضيوف الرحمن أولوية قصوى، وتمضي على طريق الصناعة المتقدمة للضيافة العصرية في هذا القطاع على أسس مهنية واقتصادية سليمة، ووضعت ضمن برنامجها (رؤية المملكة 2030) التزامات وأهدافاً تعمل على تحقيقها فيما يتعلق بالحج والعمرة، وأطلقت (برنامج خدمة ضيوف الرحمن)، وعملت في عام 2019 على إلغاء رسوم تكرار العمرة، التي كان يدفعها المعتمر في حال تكرار العمرة خلال مدة زمنية محددة،  وكانت الرسوم قد أقرت في عام 2016 لتنظيم الزيارات وتخفيف الازدحام في المشاعر المقدسة. كما تنفذ وزارة الحج والعمرة العديد من المبادرات المتسقة مع هذا التوجه العام، بما ينعكس إيجاباً على خدمة قاصدي الحرمين الشريفين، والذين تتطلع الرؤية ليبلغ عددهم 30 مليون حاج بحلول عام 2030م.

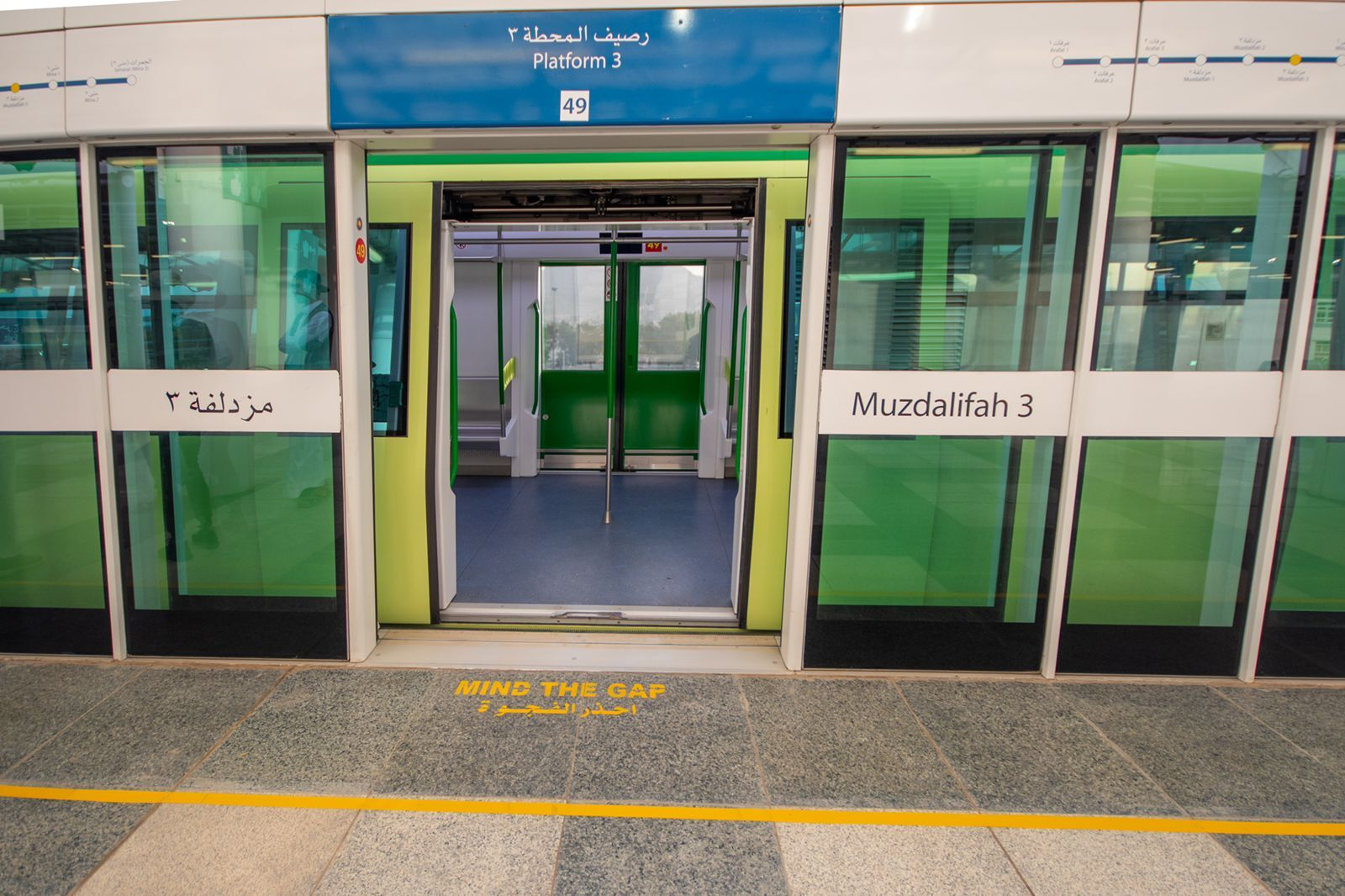
قطار مزدلفة من موسم حج 2022 ميلادي

### وتلتزم رؤية (2030) تجاه ضيوف الرحمن بما يلي:
- خدمة ضيوف الرحمن.
- الارتقاء بجودة الخدمات المقدمة للمعتمرين وزيادة الطاقة الاستيعابية لمنظومة خدمة المعتمر.
- تمكين ما يزيد على 15 مليون مسلم بالعالم من العمرة سنوياً عام 2020م وبرضا عالٍ من جودة الخدمات.
- تسهيل إجراءات الحصول على التأشيرات وصولاً إلى رقمنتها وتطوير الخدمات المرتبطة بالمعتمرين.
- إثراء الرحلة الدينية والتجربة الثقافية.
- توفير معلومات شاملة لضيوف الرحمن وتوعيتهم من خلال التطبيقات الذكية للتيسير عليهم.

## الخدمات الرقمية الحديثة
- اعتماد التأشيرات الإلكترونية للحجاج والمعتمرين، وتقليص مدة الحصول على تأشيرة القدوم إلى المملكة لأداء مناسك العمرة من 14 يومًا إلى خمس دقائق فقط.
- إتاحة أداء نسك العمرة بكافة أنواع التأشيرات، مثل: السياحية، والشخصية، والتجارية، والترانزيت، والعائلية، وكذلك للحاصلين على تأشيرة دخول دول الشينجن والولايات المتحدة الأمريكية والمملكة المتحدة.
- معدل انتظار 15 دقيقة عند المنافذ الحدودية حيث ساهمت مبادرة طريق مكة في تسهيل إجراءات الدخول.
- إطلاق مبادرة التأمين الصحي الشامل لضيوف الرحمن لتعويضهم في حالة الحوادث ومشاكل السفر والإصابة بالأمراض الوبائية المعدية، مثل: فيروس (كوفيد-19).
- تأسيس منصة التدريب الإلكتروني وفادة لتدريب العاملين في قطاع خدمات الحج والعمرة.
- إطلاق قطار الحرمين السريع لربط المدينة المنورة بمكة المكرمة مرورًا بجدة لتسهيل تنقل الحجاج والمعتمرين.[21] ويعد القطار خط سكة حديدية كهربائي في السعودية، يربط بين منطقتي مكة المكرمة والمدينة المنورة خلال 120 دقيقة فقط مرورًا بمحافظة جدة[22]، ومدينة الملك عبدالله الاقتصادية بطول 450 كم، وبطاقة استيعابية تبلغ 60 مليون مسافر سنويًا، وسرعة تشغيلية تصل إلى 300 كلم/ساعة[23][24]، وتكلفة إجمالية 63 مليار ريال سعودي[25]، ويُعد أول وأسرع قطار في الشرق الأوسط وشمال أفريقيا.[26][27][28]

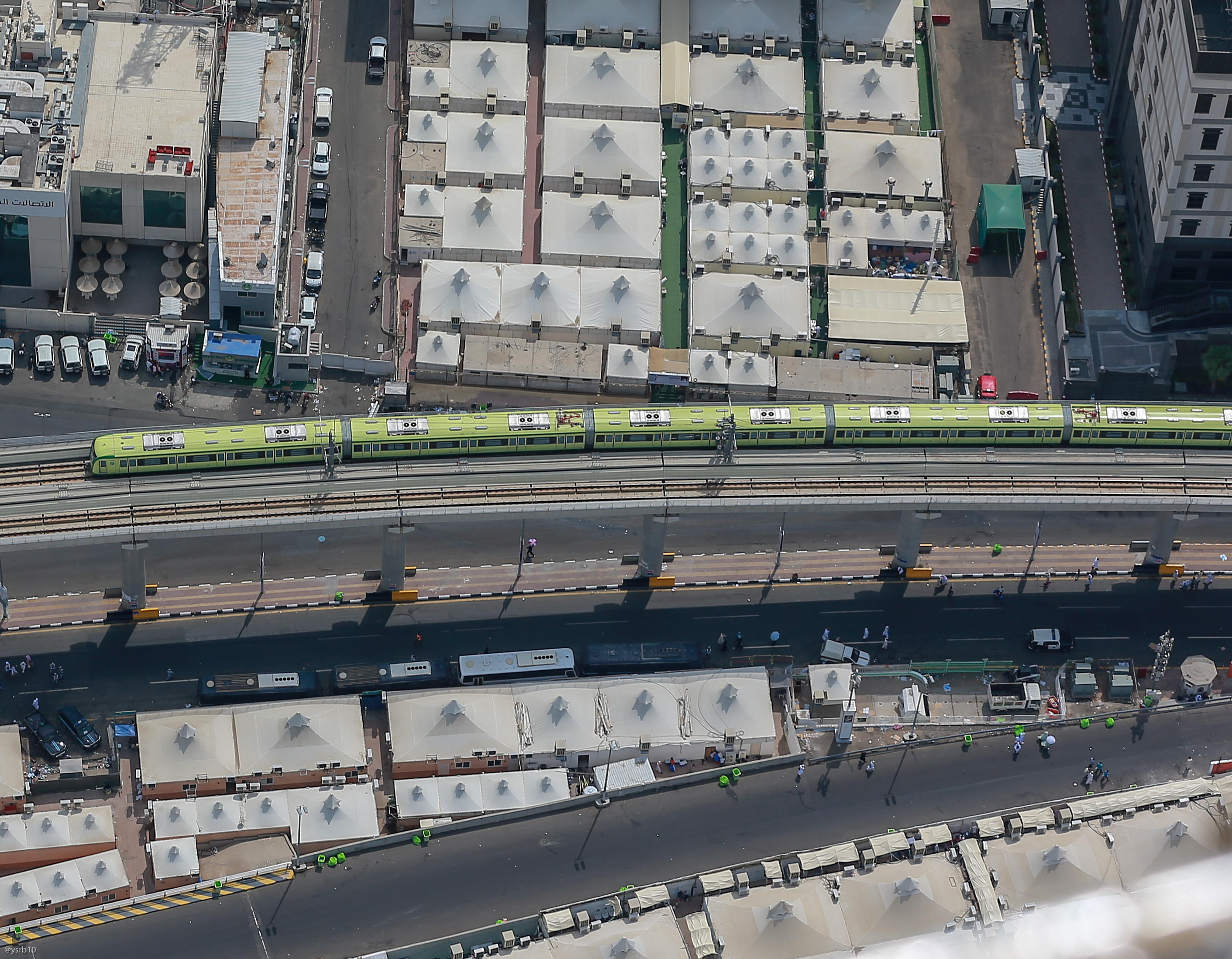
صورة جوية لقطار المشاعر المقدسة

## طفرة في الخدمات الإلكترونية
- وزارة الحج والعمرة من القطاعات الحكومية في المملكة العربية السعودية التي تعمل في مجال تقديم الخدمات بطريقة إلكترونية، ومواكبة لخطط وبرامج (رؤية المملكة 2030) وتواصل الوزارة بشكل مستمر تطوير الأنظمة وتوظيف التقنية ورفع كفاءة العاملين في مجالات خدمة ضيوف الرحمن، بالتوازي مع ما يجري من تطوير شامل في المشاعر المقدسة في مكة المكرمة والمدينة المنورة والبنى التحتية في المواقع ذات الصلة برحلة الحجاج والمعتمرين والزوّار، من أجل توفير ضيافة بمعايير عالمية. وحققت الوزارة طفرة كبيرة في استخدام التقنية؛ سواء على صعيد إنجاز أعمالها ومهامها المعتادة أو تقديم حلول تقنية للمتعاملين معها من الحجاج والمعتمرين داخل المملكة العربية السعودية وخارجها، وفي هذا الخصوص يبرز كل من المسار الإلكتروني لحجاج الداخل ونظيره لحجاج الخارج، والذين يقدمان حزمة متكاملة من الخدمات (تصاريح الحج، التأشيرات الإلكترونية.. وغيرها)، وللاستزادة يمكن الدخول على موقع الوزارة الإلكتروني عبر الرابط www.haj.gov.sa يمكن من خلاله أيضاً التعرّف على إجراءات وأنظمة الحج والعمرة وخلافها، فضلاً عن التواصل مع مسؤولي الوزارة وتقديم الملاحظات والشكاوى والاقتراحات.
- في فبراير 2019، وقعت الوزارة مذكرة تعاون استراتيجي مع شركة هواوي، في بكين عاصمة الصين، لرفع مستوى الخدمات الرقمية المقدمة للحجاج والمعتمرين والزوار، وتقليل الإجراءات.[29]

## تطبيقات الحج والعمرة

### تقدم الوزارة الخدمات الإلكترونية عن طريق تطبيقات الأجهزة الذكية، ومن أهم هذه التطبيقات:[30]
- منصة نسك وهي منصة إلكترونية أطلقتها وزارة الحج والعمرة في 26 سبتمبر 2022، لتكون البوابة السعودية الجديدة لقاصدي مكة المكرمة والمدينة المنورة، بهدف تطوير تجربة ضيوف الرحمن، وتيسيـر إجراءات قدومهم من جميع أنحاء العالم، وذلك ضمن مبادرات برنامج خدمة ضيوف الرحمن أحد برامج رؤية المملكة 2030.[31][32]
- منصة نسك حج (الحج المباشر) تسهم في رفع مستوى الخدمة المقدمة للحجاج من 126 دولة تشمل قارات أوروبا والأمريكتين وأستراليا، وبعض الدول في قارتي آسيا وأفريقي وذلك عبر باقات مصممة خصيصا لهم عن طريق عدد محدد من مقدمي الخدمات المعتمدين.[33]
- المحفظة الرقمية الدولية (بالإنجليزية: Nusuk Wallet) وهي خدمة رقمية تعمل على حفظ وإدارة أموال ومصروفات الحجاج والمعتمرين مدعومة ببنية تحتية مصرفية، لتوفير تجربة مالية سلسة وآمنة أثناء تأديتهم للمناسك وزيارتهم لمكة المكرمة والمدينة المنورة.[34]
- تطبيق اعتمرنا والذي تغير اسمه ليصبح "نسك"، وطورته الوزارة بالتعاون مع وزارة السياحة، والهيئة السعودية للبيانات والذكاء الاصطناعي «سدايا» لتمكين الراغبين في أداء العمرة والزيارة والصلاة في الحرمين الشريفين بطلب إصدار التصاريح وفق الطاقة الاستيعابية المعتمدة من الجهات المعنية، وضمان توفير أجواء آمنة وفق الإجراءات والضوابط الاحترازية الصحية والتنظيمية بالتكامل مع تطبيق "نسك" و«توكلنا» للتحقق من سلامة الحالة الصحية لطالب التصريح.

ويأتي هذا التكامل التقني بين وزارة الحج والعمرة والهيئة السعودية للبيانات والذكاء الاصطناعي؛ بغرض التحقق من وجود حساب فعّال في تطبيق «توكلنا» لطالب التصريح والتأكد من خلوه من فيروس كورونا وحالته الصحية قبل منحه التصريح عبر تطبيق «اعتمرنا»، حيث أنه وبعد إصدار التصاريح ترسل إلى تطبيق «توكلنا»، أما في حال تغيّر الحالة الصحية لمن سبق إصدار التصاريح لهم، فتلغى مباشرة من تطبيق "نسك" وإشعار صاحب التصريح بذلك.
وعن أهم المميزات التي يتمتع بها تطبيق «نسك»،هي إمكانية ضيوف الرحمن من التخطيط المسبق لرحلة العمرة أو الزيارة واختيار التاريخ والوقت المتاح وفق الطاقة الاستيعابية المكانية والزمانية للحرمين الشريفين، كما يتيح لطالب التصريح تحديد نقطة التجمع الأقرب له من خلال خاصية الخرائط الرقمية، وحجز باقة من الخدمات المتنوعة في (السكن، والإعاشة، والمزارات ...إلخ) من خلال منصات التسويق الإلكترونية المعتمدة من المحرك السعودي للحجز المركزي.
وسجل التطبيق في الساعة الأولى من إطلاقه نحو 16 ألف معتمر، فيما وصل إجمالي أعداد المسجلين في الأسبوع الأول من الإطلاق إلى 454,773 مواطنًا ومقيمًا، كما بلغت عدد التصاريح الصادرة حتى نهاية يوم السبت الموافق 16 صفر إلى 171,437 تصريحاً.
- خدمات الحج.
- خدمات العمرة.
- تطبيق مناسكنا، بتسع لغات عالمية تتحدث بألسنة ضيوف الرحمن القادمين للمشاعر المقدسة، العربية، والإنجليزية، والفرنسية، والأردو، والتركية، والملايو، والبنغالية، الإسبانية والإندونيسية، ويسهم تطبيق «مناسكنا» الذي أطلقته وزارة الحج والعمرة على الأجهزة الذكية في تقديم خدمات متنوعة، للحجاج والمعتمرين أثناء أداء الشعيرة ومنها «فقه المناسك».

ويقدم التطبيق التفاعلي المساعدة التي قد يحتاجها الحجاج خلال رحلتهم لأداء مناسك الحج أو العمرة أو أثناء زيارتهم للمدينة المنورة، كما يوفر التطبيق خرائط دقيقة للأماكن المقدسة مأخوذة من الأقمار الصناعية، إضافة إلى مساعدة ضيوف الرحمن على التأكد من تواجدهم في المكان المناسب خلال أداء النسك .
ويتسم تطبيق «مناسكنا» بتحديث دوري لأماكن الخدمات التي تهم ضيوف الرحمن مثل المساجد والمطاعم ودورات المياه وغيرها في مكة المكرمة والمدينة المنورة والمشاعر المقدسة ومدينة جدة، إلى جانب خدمة الترجمة الفورية، وخدمات الطوارئ بطريقة سهلة ومباشرة، فيما يحدث التطبيق تلقائيًا في كل مرة يصل فيها المستخدم لوجهته المفضلة في مكة المكرمة، والمدينة المنورة، ومنى، ومزدلفة، وعرفات، وجدة.
ويضيف التطبيق خدمات الطوارئ بمجرد لمس الزر المرئي الأحمر على واجهة الشاشة، وخدمات الصرافة وتحويل العملة وإيجاد الطرق لأقرب مركز لتحويل العملة، وجدول أوقات الصلاة وبوصلة القبلة والحصول على أوقات الصلاة على أساس الموقع الحالي لمستخدم التطبيق، علاوة على خدمات أحوال الطقس في مكة المكرمة والمدينة المنورة وجدة، والمشاعر المقدسة.
- تطبيق قراءة أساور الحجاج والمعتمرين.
- منصة مقام وهي منصة حجز ألكتروني تمكن جميع منصات التسويق الإلكترونية الراغبة في تقديم خدماتها للمعتمرين من التكامل مع مزودي خدمات السكن والمواصلات والخدمات الأرضية بالإضافة إلى خدمات أخرى داخل المملكة لتسهيل رحلة المعتمر.[37]

## فضل خدمة الحجاج فيالإسلام
يلاحظ كثرة المتطوعين الذين يستنفدون جل أوقاتهم في خدمة الحجيج وتوجيههم والإحسان إليهم في أكثر الأوقات، ومن المعروف في الدين الإسلامي أن من يقوم بخدمة ضيوف الرحمن له الأجر الكبير والمثوبة من الله. من الأدلة الإسلامية على هذا حديث صحيح البخاري عن الرسول
«أنَّ رَسولَ اللَّهِ صَلَّى اللهُ عليه وسلَّمَ جَاءَ إلى السِّقَايَةِ فَاسْتَسْقَى، فَقالَ العَبَّاسُ: يا فَضْلُ، اذْهَبْ إلى أُمِّكَ فَأْتِ رَسولَ اللَّهِ صَلَّى اللهُ عليه وسلَّمَ بشَرَابٍ مِن عِندِهَا، فَقالَ: اسْقِنِي، قالَ: يا رَسولَ اللَّهِ، إنَّهُمْ يَجْعَلُونَ أَيْدِيَهُمْ فِيهِ، قالَ: اسْقِنِي، فَشَرِبَ منه، ثُمَّ أَتَى زَمْزَمَ وهُمْ يَسْقُونَ ويَعْمَلُونَ فِيهَا، فَقالَ: اعْمَلُوا فإنَّكُمْ علَى عَمَلٍ صَالِحٍ ثُمَّ قالَ: لَوْلَا أَنْ تُغْلَبُوا لَنَزَلْتُ، حتَّى أَضَعَ الحَبْلَ علَى هذِه يَعْنِي: عَاتِقَهُ، وأَشَارَ إلى عَاتِقِهِ.»
كما صرّح المفتي العام للمملكة العربية السعودية «للعاملين في هذا الموسم المبارك وللقائمين بخدمة الحجيج أجر كبير وثواب جزيل إذا أخلصوا في أعمالهم، وصبروا على ما يجدونه من التعب والعناء في القيام بمسؤولياتهم، والقيام بها على الوجه الأكمل ، فنسأل الله العلي القديم أن يوفقهم للقيام بأعمالهم ومهامهم، وأن يكلل مساعيهم بالنجاح والفلاح»

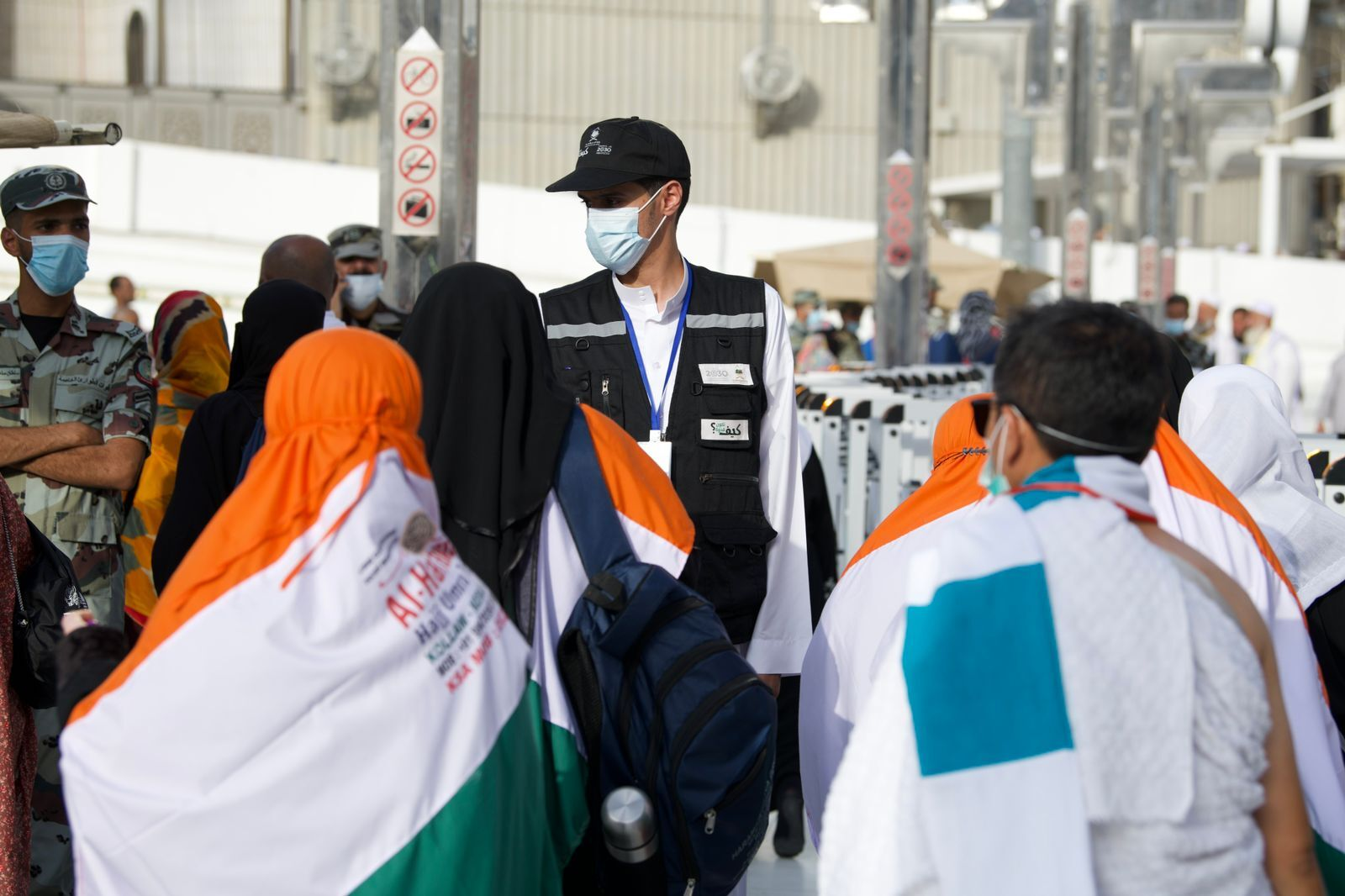
العاملين على خدمة الحجاج من موسم حج 2022 ميلادي

## أدوار ثقافية وإعلامية
يعد النشاط الثقافي والإعلامي أحد أوجه العمل المتميزة لوزارة الحج والعمرة، والتي تعكس جملة النشاط المرتبط بعملها من قبل منظومة متكاملة، وتبرز جهود الدولة في خدمة ضيوف الرحمن، وفيما يلي رصد لبعض الأنشطة الثقافية والإعلامية للوزارة:

### مجلة الحج والعمرة
(مجلة الحج والعمرة) نافذة إعلامية متخصصة توقفت عن الصدور منذ في عام 2021م، حيث كانت المجلة تعبرّ عن الوزارة ، ويعود تأسيسها إلى شهر رجب من عام 1366هـ الموافق مايو عام 1947م، لتكون بذلك أولى المجلات الحكومية صدوراً في عهد الملك عبدالعزيز وقد انطلقت بمسمى مجلة (الحج)، ثم أبدل إلى (التضامن الإسلامي)، ثم عادت لسابق عهدها، وحتى موعد إيقاف صدورها كان اسمها الأخير (الحج والعمرة)، حيث كانت ترصد كل ما يتصل بمناسك الحج والعمرة وزيارة أقدس البقاع، وإثراء الثقافة الإسلامية بشكل عام، وتمثّل منبراً لنخبة من المفكرين والعلماء عبر تاريخها الطويل.

### ندوة الحج الكبرى[40]
انطلقت هذه الندوة التي تنظمها وزارة الحج والعمرة سنوياً بالتزامن مع موسم الحج منذ عام 1390هـ الموافق 1970م، وتجمع متخصصين وعلماء ومفكرين عرباً ومسلمين، وتمثل فرصة لتدارس العديد من الموضوعات ذات الصلة بالحج والعمرة وأمينها العام الدكتور هشام بن عبد الله العباس الهاشمي وهو من آل عباس أهل سقاية زمزم.

### المعارض والمناسبات الوطنية
تشارك وزارة الحج والعمرة في الكثير من المعارض والمناسبات التي تقام على مستوى المملكة العربية السعودية، لإبراز نشاطاتها وبرامجها وإنجازاتها، ومن ضمن تلك الفعاليات المهمة؛ المهرجان الوطني للتراث والثقافة الذي ينظم سنوياً بالجنادرية من قبل وزارة الحرس الوطني، ثم انتقلت مسؤوليته إلى وزارة الثقافة،  حيث تشارك (الحج والعمرة) بجناح يجذب عدداً كبيراً من زوّار المهرجان، وتشارك الوزارة أيضاً في معرض (بنيان) الذي يقام في المدينة المنورة، من أجل تعزيز الجوانب الثقافية المرتبطة بالرحلة الإيمانية للحاج والمعتمر والزائر، وذلك من خلال معرض خاص، وللوزارة وجودها الفاعل في معرض (كن داعياً) التابع لوزارة الشؤون الإسلامية والدعوة والإرشاد، بمشاركة كبيرة من جميع قطاعاتها.

### مؤتمر ومعرض الحج
مؤتمر دولي سنوي تحت شعار "الطريق إلى النسك"، يضم عدد من الجلسات العلمية وورش العمل، التي يقدمها نخبة من صناع القرار والخبراء والقادة والباحثين، بهدف رفع جودة الخدمات المقدمة للحجاج القادمين من كافة أنحاء العالم، وبحضور وزراء ومختصين من الجهات الحكومية والخاصة محلياً ودولياً، وأكثر من 200 جهة عاملة في منظومة الحج.

### منتدى العمرة والزيارة
أول معرض سعودي متخصص في العمرة والزيارة، يقام سنوياً بتنظيم من وزارة الحج والعمرة وبالشراكة مع برنامج خدمة ضيوف الرحمن، ويشتمل على جلسات حوارية وورش عمل، ومعرض مصاحب يستعرض الخدمات المقدمة والحلول المبتكرة والمستدامة في قطاع العمرة والزيارة. ويستعرض التحديات والفرص والاتجاهات الناشئة في القطاع، لتقديم رؤى وتوصيات تسهم في تحسين تجربة المعتمرين والزوار.

## إجراءات الحج لحجاج الداخل والخارج
تعمل وزارة الحج والعمرة، على تقديم التسهيلات وتطوير أجهزتها وخدماتها كل عام وقبل بداية موسم الحج، وذلك لتقليل الإجراءات واعتماد تقديم كافة الخدمات إلكترونيًا لتسهيل المهمة للحجاج من الداخل والخارج.

### إجراءات حجاج الداخل (وهم الحجاج من داخلالمملكة العربية السعودية)
- عرض الخدمات المتاحة على بوابة المسار الإلكتروني، بكافة برامجها وأسعارها.
- يستطيع الحاج اختيار الخدمة المناسبة وسداد قيمتها إلكترونيًا.
- بعد سدادها سيحصل الحاج على تصريح الحج.

### إجراءات حجاج الخارج (وهم الحجاج من خارجالسعودية)
تبدأ الاجراءات بتوقيع اتفاقيات الحج بين وفود الدول ووزارة الحج والعمرة، والتي تشمل ترتيبات موسم الحج والشروط والضوابط وحقوق كلا الجهتين، ثم تسجيل المؤهلين من مزودي الخدمات الشاملة لحجاج الخارج في المملكة على نظام المسار الإلكتروني بموقع وزارة الحج، ضمن عقود إلزامية تتيح للوزارة مراقبة جودة الأداء، كما يتم إدخال بيانات الحجاج والعمل على إرسالها للجهات المعنية لإصدار تأشيرات الحج.

### تحديثات على هيكل تأشيرات الزيارة والحج 1441-2019
أصدر مجلس الوزراء السعودي في 4 محرم 1441هـ قرار بإعادة هيكل تأشيرات الحج والعمرة، وبناءً عليه صدر مرسوم ملكي برقم (م/2) بتاريخ 5 محرم 1414هـ، يقر ما أوصى به مجلس الوزراء. وبحسب القرار فإن التأشيرات للعمرة تكون إما على هيئة تأشيرة دخول لمرة واحدة، أو تأشيرة دخول متعدد. تبلغ رسوم تأشيرة الدخول لمرة واحدة 300 ريال، وهي صالحة حتى 3 أشهر بمدة إقامة لشهر واحد. أما تأشيرة الدخول المتعدد فتبلغ مدة صلاحيتها سنة كاملة، ومدة الإقامة فيها 3 أشهر برسوم 300 ريال. وفي حال القدوم للحج فتستخرج تأشيرة الحج بقيمة 300 ريال، وهي صالحة للاستخدام خلال موسم الحج فقط، وتحدد مدة الإقامة لها بموسم الحج.

## الجوائز التي حصلت عليها الوزارة
- جائزة مكة للتميز في مجال التميز في خدمات الحج والعمرة في دورتها الـ 12.
- المركز الأول في جائزتي الارتباط الوظيفي ونضج ممارسات الموارد البشرية للعام 2023.
- الجائزة الذهبية ضمن فرع التميز في التنظيم المؤسسي، خلال حفل الأداء الحكومي المتميز في نسخته السابعة لمؤسسة جائزة المدينة المنورة 2022.
- المركز الثاني في الجائزة الوطنية للعمل التطوعي ، والتي تقيمها وزارة الموارد البشرية والتنمية الاجتماعية 2022.
- جائزتين في مجال الإبداع الإعلامي التي يقدمها معهد خادم الحرمين الشريفين لأبحاث الحج والعمرة بجامعة أم القرى، خلال حفل افتتاح الملتقى العلمي التاسع عشر لأبحاث الحج والعمرة والزيارة بالمدينة المنورة.

### إحصائيات وأرقام
فيما يلي الإحصائيات الخاصة بأعداد الحجاج القادمين من داخل وخارج المملكة العربية السعودية:
| العام | العام  | عدد الحجاج | عدد الحجاج                                                                             | عدد الحجاج |
| هجري  | ميلادي | الداخل | الخارج                                                                                 | الإجمالي |
| ----- | ------ | --- | -------------------------------------------------------------------------------------- | --- |
| 1422  | 2001   | | 1,363,992                                                                              | |
| 1426  | 2005   | 700,603 | 1,557,447                                                                              | 2,258,050 |
| 1427  | 2006   | 724,229 | 1,654,407                                                                              | 2,378,636 |
| 1428  | 2007   | 746,511 | 1,707,814                                                                              | 2,454,325 |
| 1429  | 2008   | 679,008 | 1,729,841                                                                              | 2,408,849 |
| 1430  | 2009   | 154,000 | 1,613,000                                                                              | 2,521,000 |
| 1431  | 2010   | 989,798 | 1,799,601                                                                              | 2,789,399 |
| 1432  | 2011   | 1,099,522 | 1,828,195                                                                              | 2,927,717 |
| 1433  | 2012   | 1,408,641 | 1,752,932                                                                              | 3,161,573 |
| 1434  | 2013   | 600,718 | 1,379,531                                                                              | 1.980.249 |
| 1435  | 2014   | 696,185 | 1,389,053                                                                              | 2.085.238 |
| 1436  | 2015   | 567,876 | 1,384,941                                                                              | 1.952.817 |
| 1437  | 2016   | 537.537 منهم 330.112 حاجا من سكان مكة المكرمة | 1.325.372                                                                              | 1.862.909 |
| 1438  | 2017   | 600.108 | 1.752.014                                                                              | 2.352.122 |
| 1439  | 2018   | 612.953 | 1.758.722                                                                              | 2.371.675 |
| 1440  | 2019   | 634,379 | 1,855,027                                                                              | 2,489,406 |
| 1441  | 2020   | 3,000 من المواطنين السعوديين اختيروا من العاملين بالقطاع الصحي ورجال الأمن المتعافين من فيروس كورونا المستجد. 7,000 من الأجانب المقيمين بالسعودية. | لم يأت حجاج من خارج السعودية هذا العام في ظل احترازات الوقاية من فيروس كورونا المستجد. | 10,000 حدد عدد الحجاج إلى هذا الحد على أن يكونوا من المقيمين بالسعودية حصرًا في ظل احترازات الوقاية من فيروس كورونا المستجد ومنع عدواه. |
| 1442  | 2021   | 60,000 من المواطنين السعوديين أو المقيمين في السعودية.                                                                                             | لم يأت حجاج من خارج السعودية هذا العام في ظل احترازات الوقاية من فيروس كورونا المستجد. | 60,000 حدد عدد الحجاج إلى هذا الحد على أن يكونوا من المقيمين بالسعودية حصرًا في ظل احترازات الوقاية من فيروس كورونا المستجد ومنع عدواه. |
| 1443  | 2022   | 119,434 | 779,919                                                                                | 899,353 |
| 1444  | 2023   | 184,130 | 1,660,915                                                                              | 1,845,045 |
| 1445  | 2024   | 221,854 | 1,611,310                                                                              | 1,833,164 |

## معرض صور خدمات الحج والعمرة

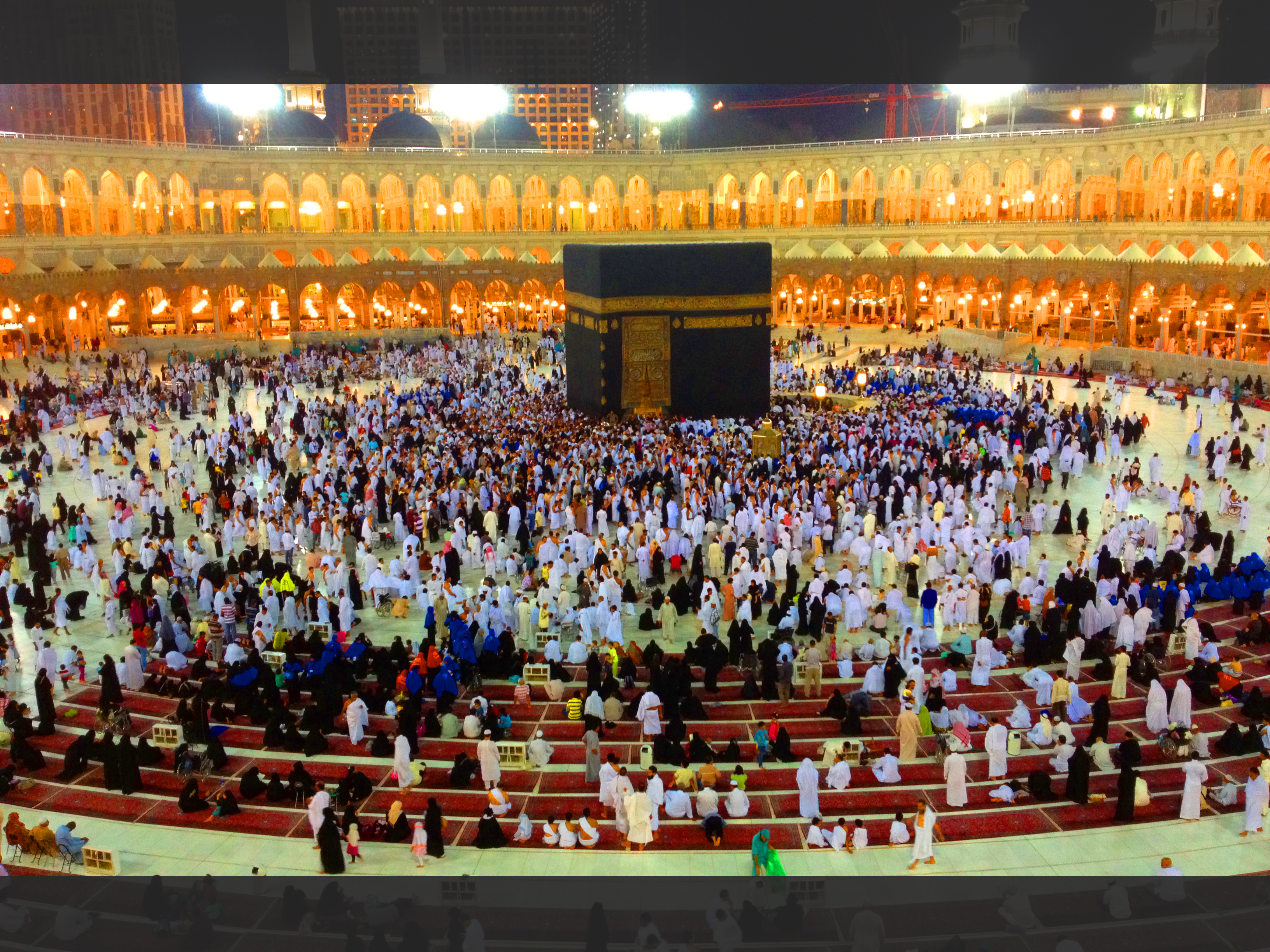
الطواف
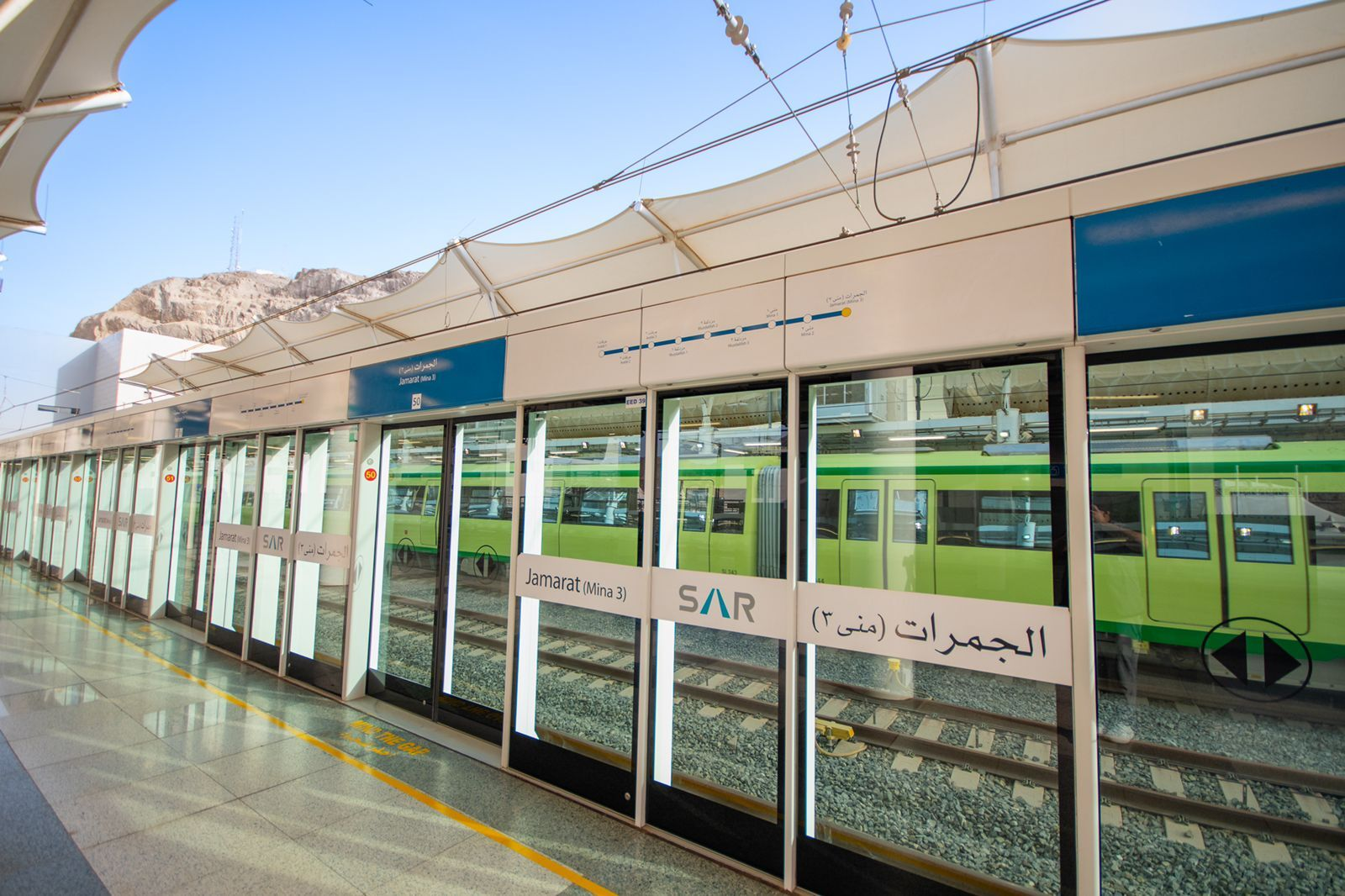
قطار منى والجمرات من موسم حج 2022
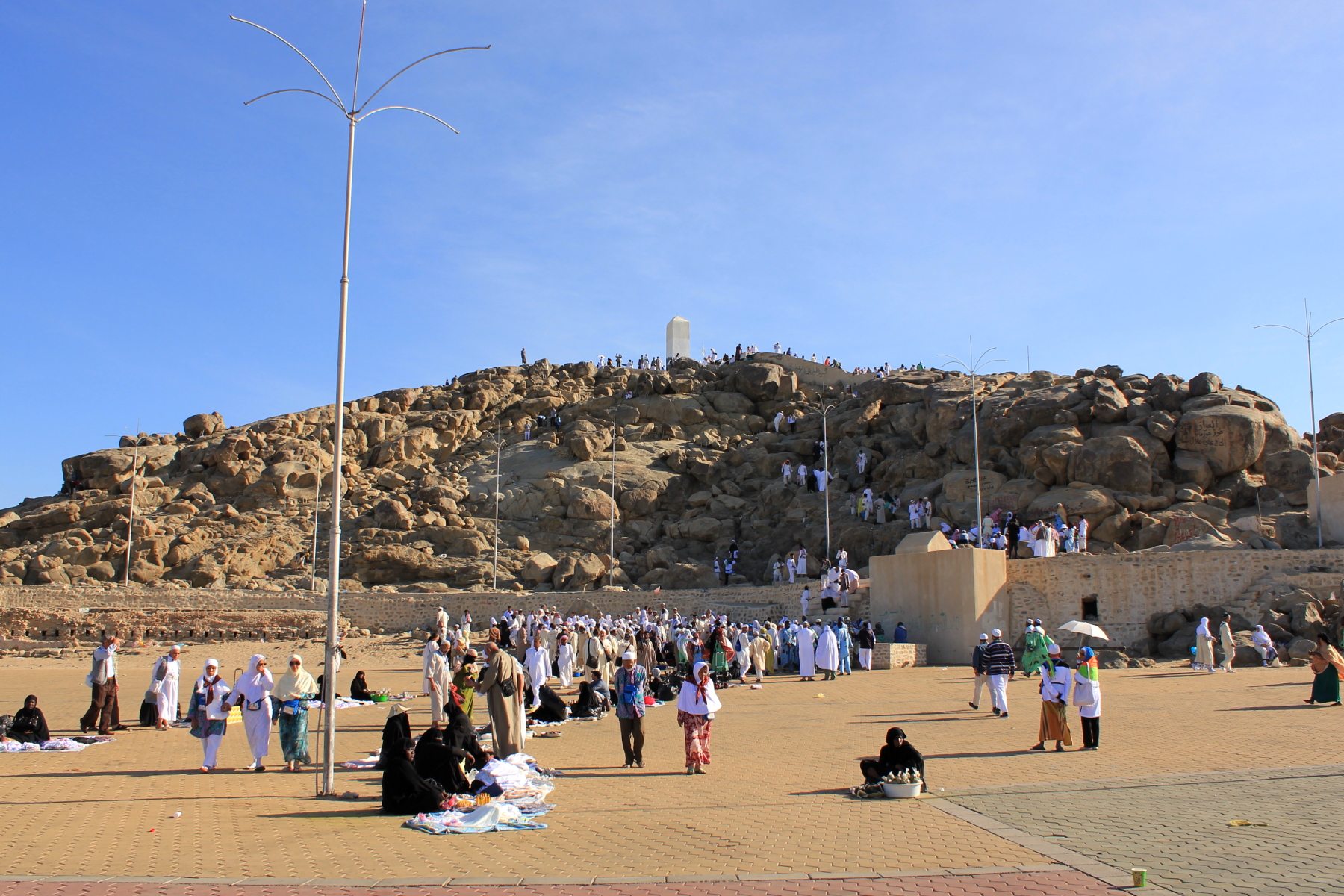
جبل عرفة في يوم عرفة
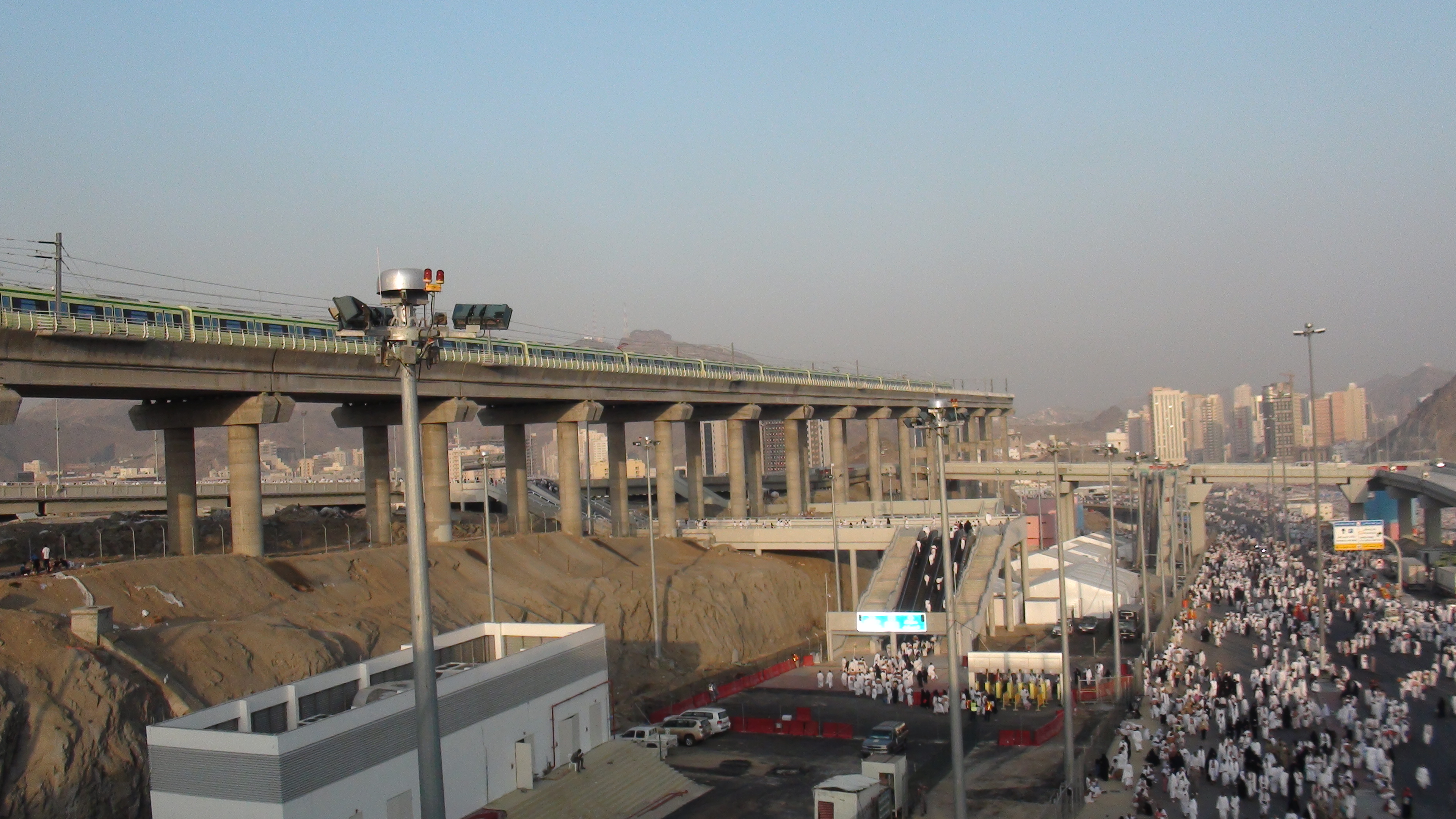
لقطة تظهر قطار المشاعر المقدسة وهو يمر على أحد الجسور المعلقة التي أنشئت ضمن مشروعه
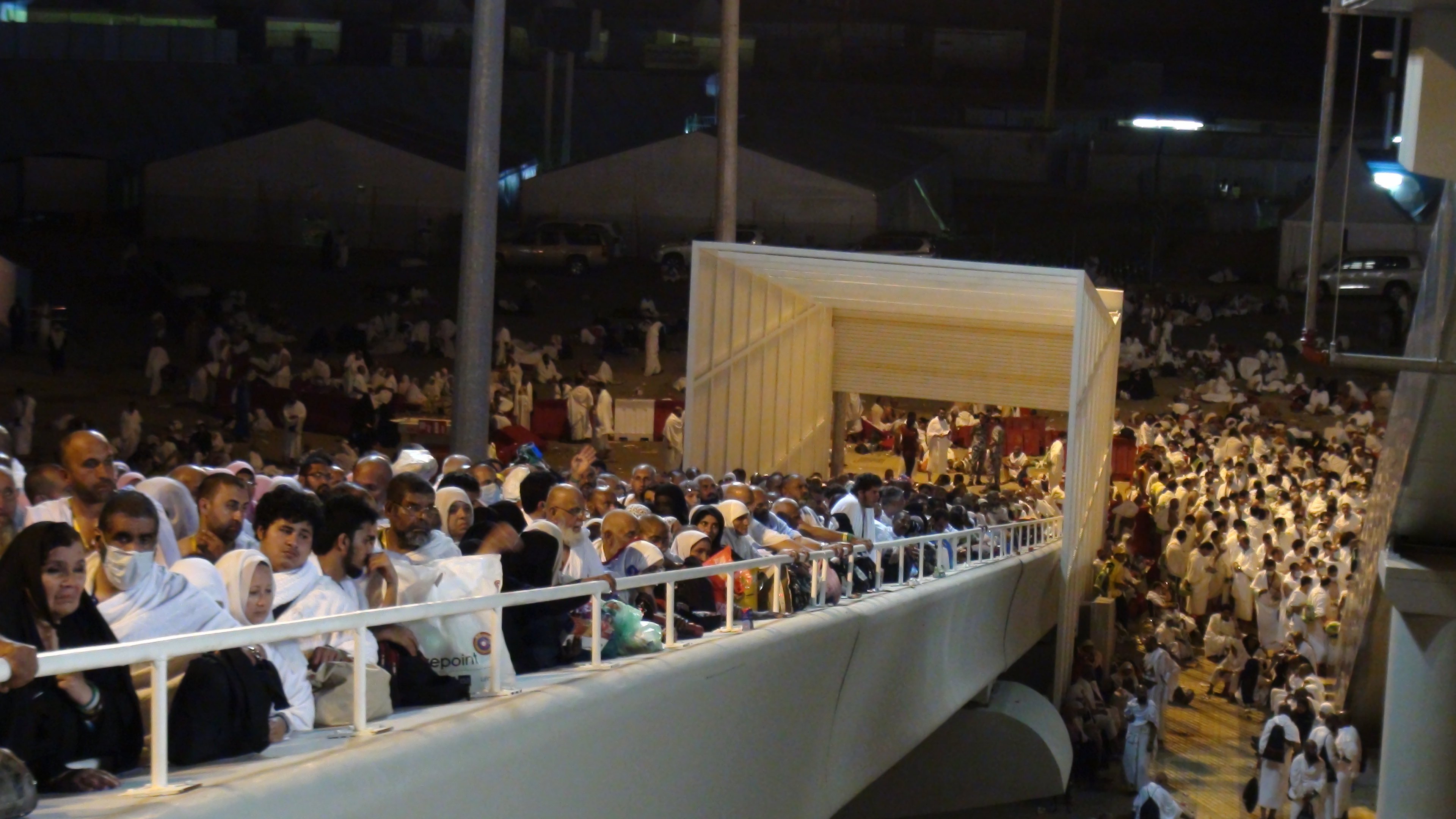
الحجاج وهم يسيرون على أحد السلالم المؤدية لإحدى المحطات.
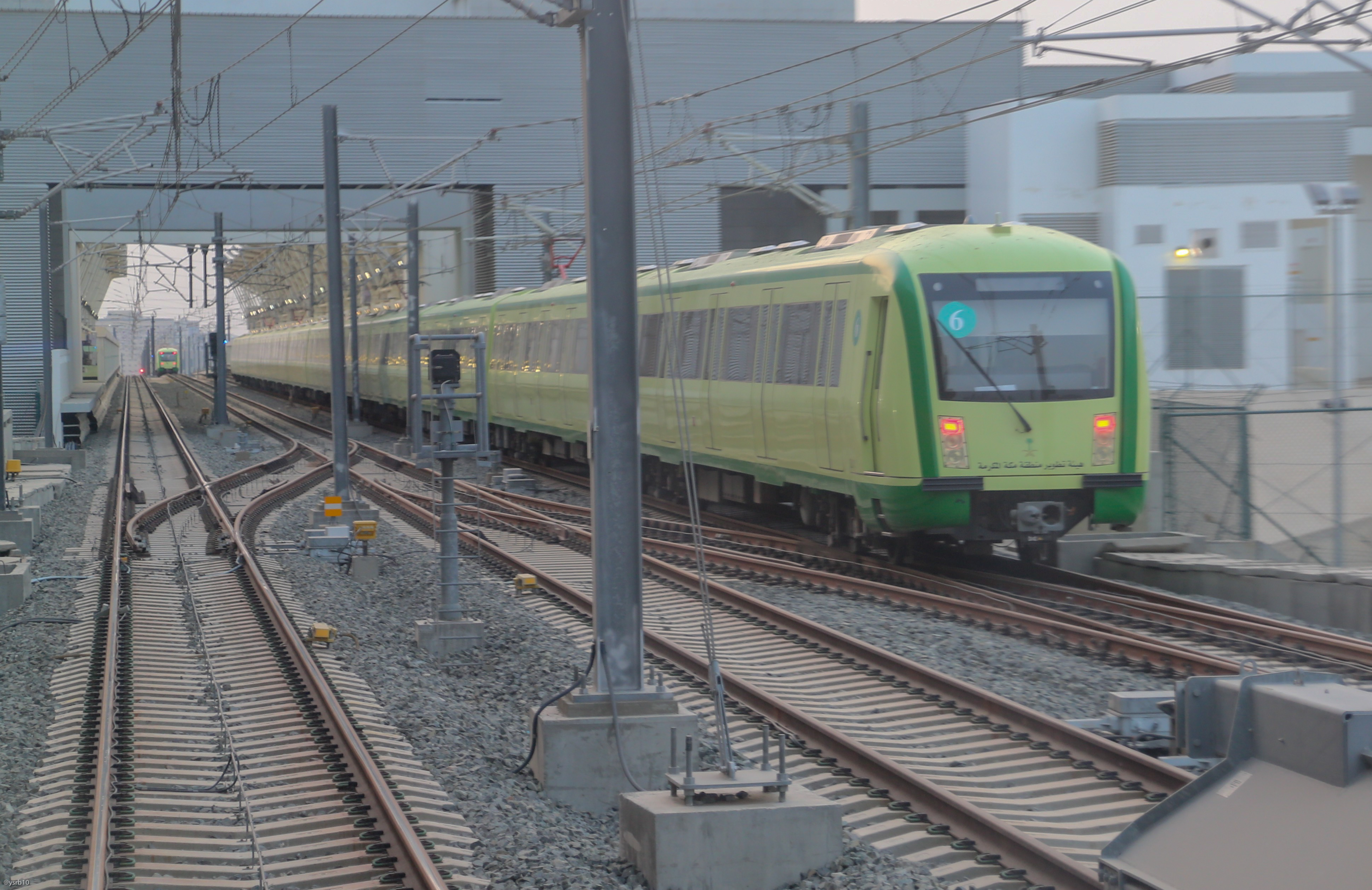
قطار المشاعر المقدسة أثناء توقفه